# MY FAVORITE SONGS 2
『MY FAVORITE SONGS 2』（マイ・フェイバリット・ソングス・ツー）は、杏里の6枚目のベスト・アルバム。1991年12月21日発売。発売元はフォーライフ・レコード。

## 概要
1988年夏発売5thベスト・アルバム『MY FAVORITE SONGS』第2弾として発売。
12インチシングル『TROUBLE IN PARADISE』カップリング収録のバラード曲から最新曲『ラスト ラブ』までのシングル7曲、オリジナル・アルバム『SUMMER FAREWELLS』から『NEUTRAL』までの代表曲を選曲。

## 収録曲
特記以外　作詞：吉元由美 作曲：ANRI 編曲：小倉泰治
1. CHRISTMAS CALENDAR
編曲：井上鑑
2. ボーイフレンド
3. さよなら シングル・デイズ
編曲：入江純
4. 最後のサーフホリデー
5. SUMMER CANDLES
6. 愛してるなんてとても言えない
7. スノーフレイクの街角
8. Groove A・Go・Go
9. P.S. 言葉にならない
10. MIND CRUSIN'
11. Sweet Emotion (SINGLE VERSION)
12. STARDUST GO HOME (ENGLISH)
13. Back to the BASIC (Remix#1)
作詞：ANRI
14. 嘘ならやさしく
15. ラスト ラブ
作詞：ANRI